# Uni2
UNI2 var ett bolag verksamt i Sverige och Danmark, helägt av Tele2. Den svenska delen startade som X-Source AB 1999, men vid en konsolidering av Tele2s varumärken i början av 2000-talet bytte företaget namn till UNI2 - ett namn som redan användes av Tele2s danska bolag med samma typ av tjänster sedan grundandet 1997. 14 maj 2007 gick UNI2 ihop med Datametrix och antog det senare bolagets namn . 1 juni samma år meddelade Tele2 att den danska delen av UNI2 sålts till TDC .